# إسحاق سوكسيس
إسحاق سوكسيس (بالإنجليزية: Isaac Success)‏ (7 يناير 1996 نيجيريا - ) هو لاعب كرة قدم نيجيري، يلعب كمهاجم في نادي الوصل الإماراتي.

## روابط خارجية
- إسحاق سوكسيس على موقع الاتحاد الدولي (مؤرشف)  (الإنجليزية)
- إسحاق سوكسيس على موقع قاعدة بيانات كرة القدم.إي يو (الإنجليزية)
- إسحاق سوكسيس على موقع ليكيب (الفرنسية)
- إسحاق سوكسيس على موقع ناشيونال فوتبول تيمز (الإنجليزية)
- إسحاق سوكسيس على موقع Soccerbase.com (لاعب) (الإنجليزية)
- إسحاق سوكسيس على موقع Soccerway.com (الإنجليزية)
- إسحاق سوكسيس على موقع عالم كرة القدم.نت (الإنجليزية)
- إسحاق سوكسيس على موقع AS.com (الإسبانية)